# Mark Achbar
Mark Achbar, né en 1955 à Ottawa, est un producteur, réalisateur, directeur de la photographie, scénariste et monteur canadien.

## Filmographie

### comme producteur
- 1994 : A Propaganda Model of the Media Plus Exploring Alternative Media
- 1994 : Holocaust Denial Vs. Freedom of Speech
- 1994 : Concision: No Time for New Ideas
- 1994 : A Case Study: Cambodia and East Timor
- 1996 : Bitter Paradise: The Sell-out of East Timor
- 1999 : Two Brides and a Scalpel: Diary of a Lesbian Marriage
- 2003 : The Corporation

### comme réalisateur
- 1992 : Chomsky, les Médias et les Illusions nécessaires
- 1994 : Toward a Vision of a Future Society
- 1994 : A Propaganda Model of the Media Plus Exploring Alternative Media
- 1994 : Noam Chomsky: Personal Influences
- 1994 : Holocaust Denial Vs. Freedom of Speech
- 1994 : Concision: No Time for New Ideas
- 1994 : A Case Study: Cambodia and East Timor
- 1999 : Two Brides and a Scalpel: Diary of a Lesbian Marriage

### comme directeur de la photographie
- 1992 : Chomsky, les Médias et les Illusions nécessaires
- 1994 : A Propaganda Model of the Media Plus Exploring Alternative Media
- 1994 : Concision: No Time for New Ideas
- 1994 : A Case Study: Cambodia and East Timor
- 2003 : The Corporation

### comme scénariste
- 1985 : The Canadian Conspiracy (TV)

### comme monteur
- 1999 : Two Brides and a Scalpel: Diary of a Lesbian Marriage